# Stora Gårda

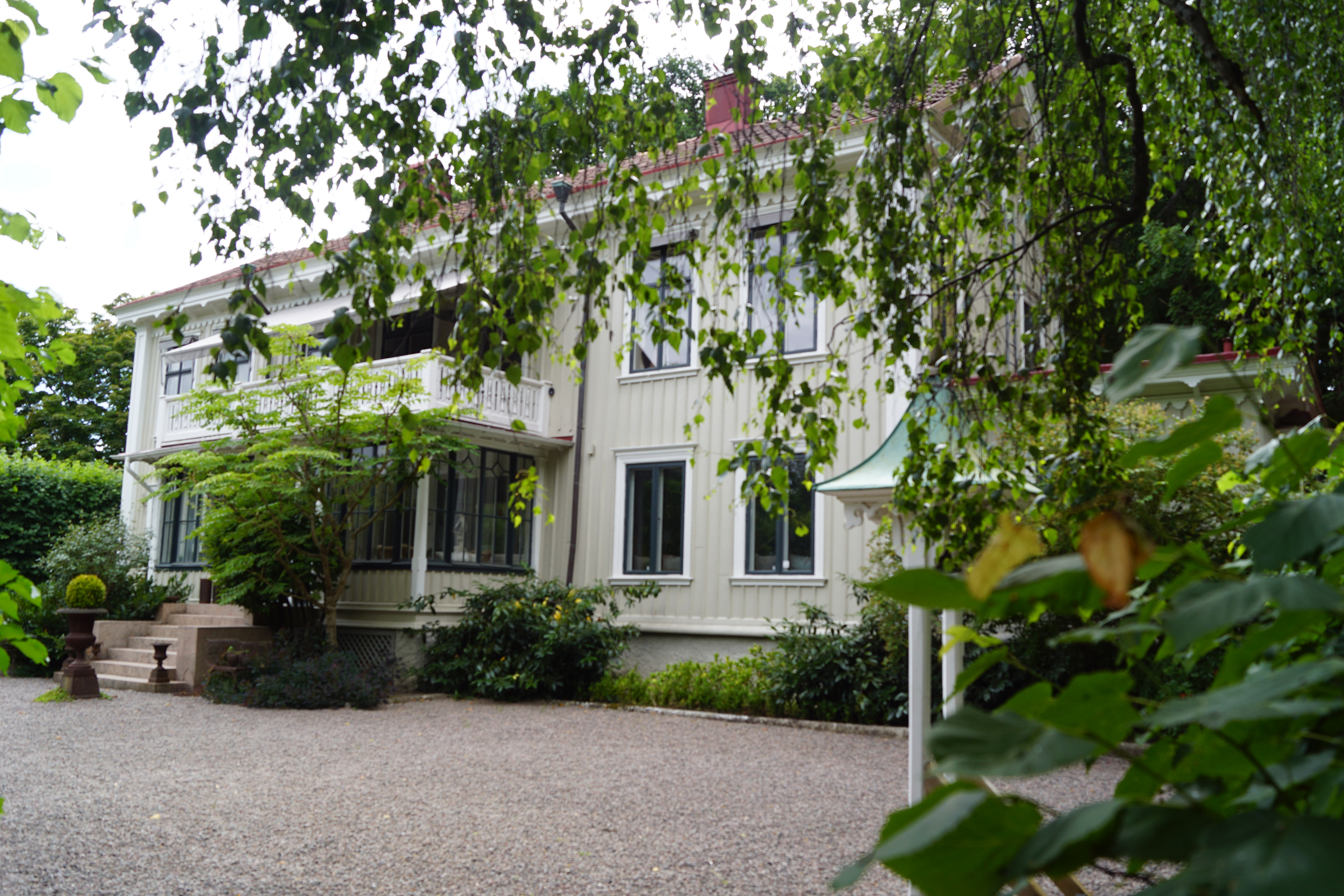
Stora Gårda herrgård, entrén.

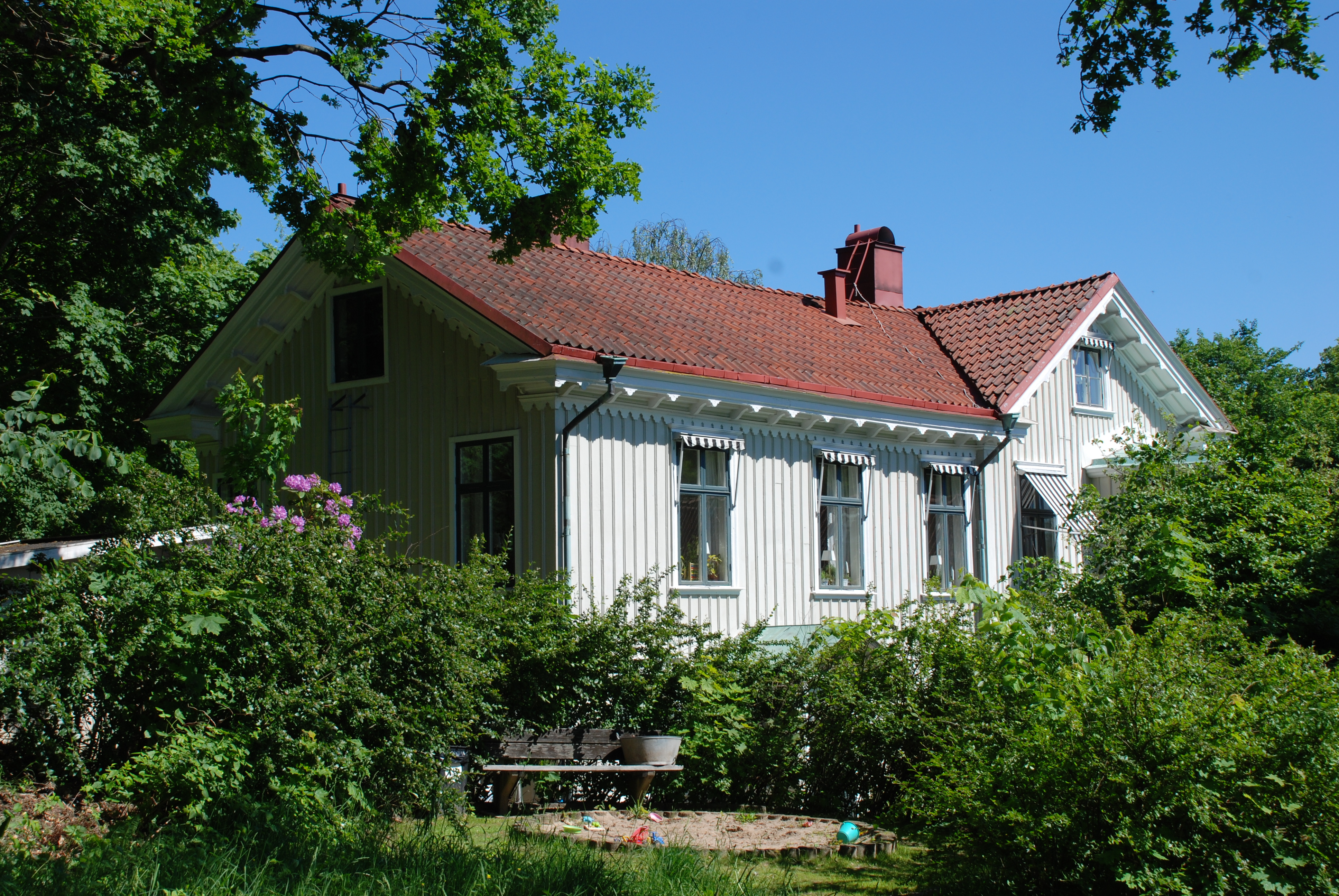
Stora Gårda herrgård, trädgårdssidan.

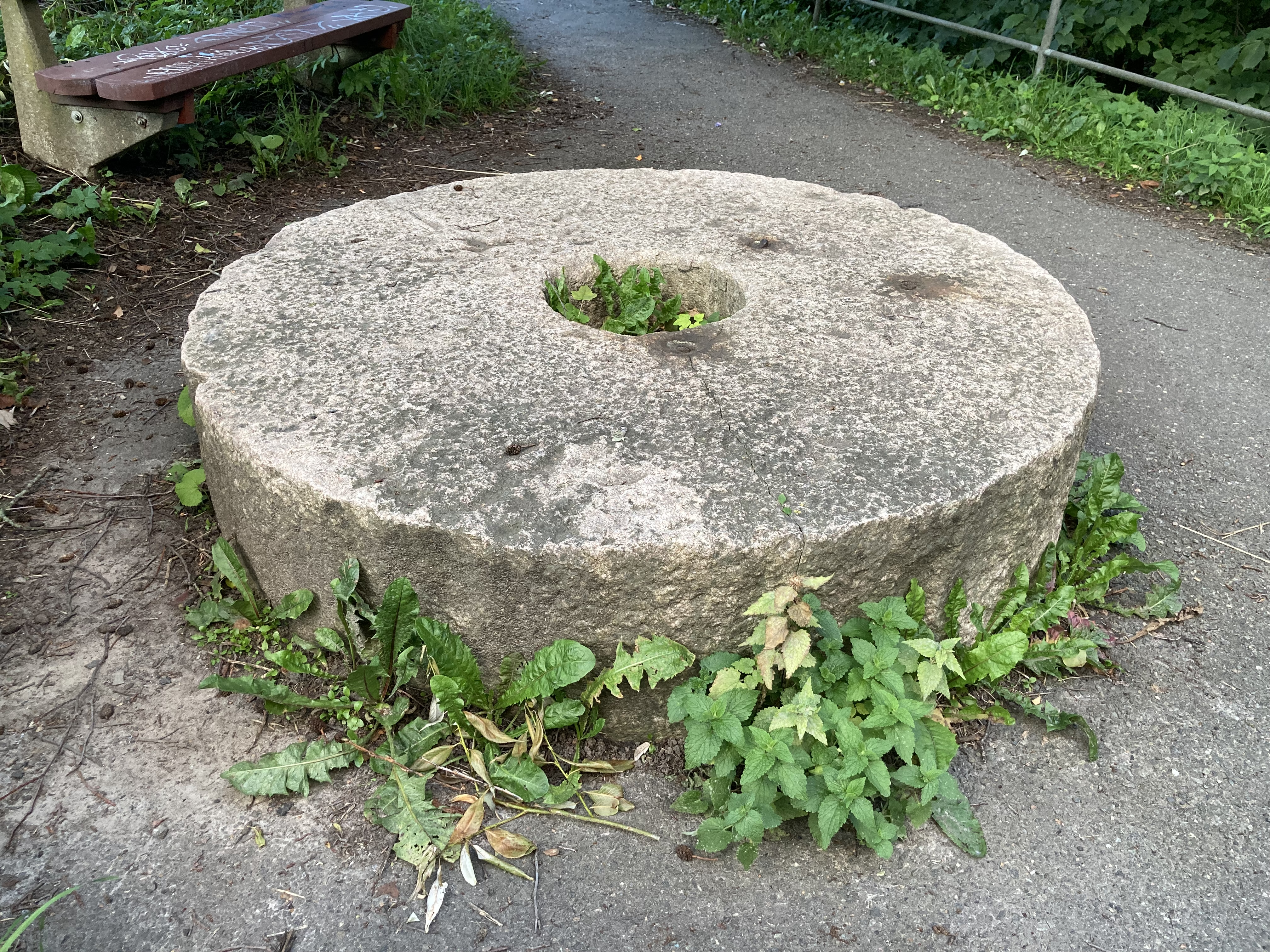
Den bevarade kvarnstenen från Bö kvarn under Stora Gårda.

Stora Gårda är en herrgård i Örgryte i Göteborg, vilken har en lång historia. Riksantikvarieämbetet har noterat "Medeltid, Nyare tid" för bebyggelsen på platsen där Stora Gårda Herrgård står än idag. Den äldsta noteringen hittills återfinns i Gustaf Olofsson Stenbocks jordebok av år 1550.
Gården går i äldre tider under många benämningar, Gorde, Gåhla, Gåla, Gårda och Stora Gårda. Från 1550 var de boende, tillika brukarna, benämnda skattebönder. År 1633 köpte Göteborgs första borgmästare Nils Börjesson gården av arvingarna till sista skattebonden.
När Nils Börjesson adlades år 1647 och antog namnet Drakenberg blev gården herrgård. Den östra flygeln byggdes år 1756 av major Olof Giers och på 1830-talet tillkom den mindre källaren. Veranda och trapphus byggdes på 1880-talet och burspråket på södra sidan byggdes av stadsingenjören Albert Lilienberg år 1922.
Den intilliggande Egmontsgatan har uppkallats efter stadsmäklaren Petter von Egmont, som bodde på Stora Gårda i början av 1700-talet. Under 1850- och 1860-talen ägdes gården av industrimannen Carl David Lundström. När Stora Gårda ägdes av Ingrid Wallberg, Sveriges första kvinnliga arkitekt, besöktes det av Le Corbusier år 1936.
Storagårdsgatan intill Stora Gårda fick sitt namn år 1925. Gångvägarna vid bebyggelsen i herrgårdens trädgård fick namnet Stora Gårda år 1973.